# 100 Kilos d'étoiles
Pour plus de détails, voir Fiche technique et Distribution.
100 Kilos d'étoiles est une comédie française réalisée par Marie Sophie Chambon, sortie en salles le 17 juillet 2019 et le 20 novembre 2019 en DVD.

## Synopsis
Loïs, 16 ans, se décrit comme habitante de Jupiter avec son poids de 100 kilos. Elle rêve d'aller dans l'espace mais quoiqu'elle fasse, refus de manger et pratique intense de la natation, elle n'a pas le corps souhaité. Alors qu'à la fin d'un cours, elle présente à un ingénieur du CNES son projet de captation d'air de haute atmosphère pour un concours, elle fait un malaise. Elle se retrouve dans un centre à partager une chambre avec 3 autres adolescentes mal dans leur peau. Ensemble elles vont fuguer pour participer au concours de Loïs au Centre spatial de Toulouse pour gagner un vol en Zéro G

## Fiche technique
- Titre : 100 Kilos d'étoiles
- Réalisation : Marie Sophie Chambon
- Scénario : Marie Sophie Chambon et Anaïs Carpita
- Producteur : Diane Jassem et Cécile Chapdaniel
- Image : Yann Maritaud
- Musique originale : Alexandre de la Baume
- Casting : Kenza Barrah
- Montage : Julie Dupré
- Direction de production : Sébastien Lepinay
- 1ère assistance réalisatrice : Camille Servignat
- Scripte : Leila Geissler
- Coach comédiennes : Aurélien Némorin
- Son : Ludovic Elias, Mathieu Michaux et Raphaël Seydoux
- Décors : Frédérique Doublet et Frédéric Grandclère
- Costumes : Marta Rossi
- Maquillage : Maëla Gervais
- Régie : Fabrice Bousba et Marie Boitard
- Post-production : Abraham Goldbalt et Faustine Perrio
- Effets visuels : Guillaume le Gouez et Pierre Procoudine Gorsky
- Étalonnage : Charles Fréville
- Société de production : Koro Films
- Société de distribution : France Télévisions Distribution
- Pays d'origine :  France
- Langue originale : français
- Format : couleur, 2.39, 16/9
- Genre : comédie
- Durée : 90 minutes
- Dates de sortie : 
  - Cinéma : 17 juillet 2019[1],[2]
  - DVD : 20 novembre 2019[2]

## Distribution
- Laure Duchêne : Loïs
- Angèle Metzger : Amélie
- Pauline Serieys : Stannah
- Zoé de Tarlé : Justine
- Isabelle de Hertogh : Joselyne
- Philippe Rebbot : Vincent
- Jonathan Lambert : Le professeur
- Clémence Merigot : Dana
- Elise Havelange : Cindy
- Guillaume Verdier : Mathieu
- Sami Zitouni : Médecin urgentiste
- Laurent Bateau : Médecin du centre
- Delphine Bronzi : Infirmière du centre
- Caroline Gibert : Infirmière du centre
- Oriane Bonduel : Conseillère en image
- Constantin Vidal : Copain de Stannah
- Guang Huo : Chauffeur camionnette
- Joël Lefrançois : Gendarme
- Caroline Devismes : Réceptionniste hôtel
- Cédric Nouet : « Geek » à la fusée
- Vincent Peugnet : Hôte d'accueil au concours du CNES
- Arthur Choisnet : Joachim
- Maxim Driesen : Jeune concurrent
- Husky Kihal : Membre du jury
- Sandrine Sarroche : Membre du jury
- Anaïs Gournay : Hôtesse CNES
- Hugo Rieth : Agent de sécurité incendie

## Production
Marie Sophie Chambon a réalisé en 2013 le court-métrage Princesse, qui en 10 minutes présente Loïs, une petite fille en surpoids qui rêve d'être une princesse et finit par se rêver astronaute. L'histoire se poursuit dans l'adolescence avec le long métrage 100 kilos d'étoiles. La réalisatrice a fait ces films par une prise de conscience du mal-être des femmes en surpoids dans notre société. Pour elle une femme corpulente est une figure de révolte, une figure politique.

## Critiques
Le Parisien souligne un road movie plaisant, drôle et touchant malgré un scénario prévisible et une mise en scène facile.
La Croix souligne les audaces de la mise en scène et la performance des acteurs principaux.

## Distinctions

### Récompense
- Mon premier festival 2019 : Prix du public

### Nominations
- Cannes écrans juniors 2019 [6]